# San Luis Fútbol Club
El San Luis Fútbol Club fou un club de futbol mexicà que participa en la Primera Divisió de Mèxic. Juga els seus partits com a local a l'estadi Alfonso Lastras Ramírez de la ciutat de San Luis de Potosí, tot i que abans jugava a l'estadi Plan de San Luis, avui convertit en un centre d'alt rendiment. El club va ser fundat el 7 de juliol de 1957.
El 2013 s'anuncià que el club es traslladà a Tuxtla Gutiérrez creant el Chiapas FC. A la ciutat es creà posteriorment el Club Atlético de San Luis.